# Blu di Francia
Il blu di Francia (Bleu de France in lingua francese) è una gradazione di blu tradizionalmente usata per rappresentare la Francia. 

## Storia

Classica variante blu di Francia su una bandiera della monarchia

Il blu di Francia è stato usato (come azzurro) nell'araldica della monarchia francese sin dal XII secolo, a cui era associato il giglio dorato.

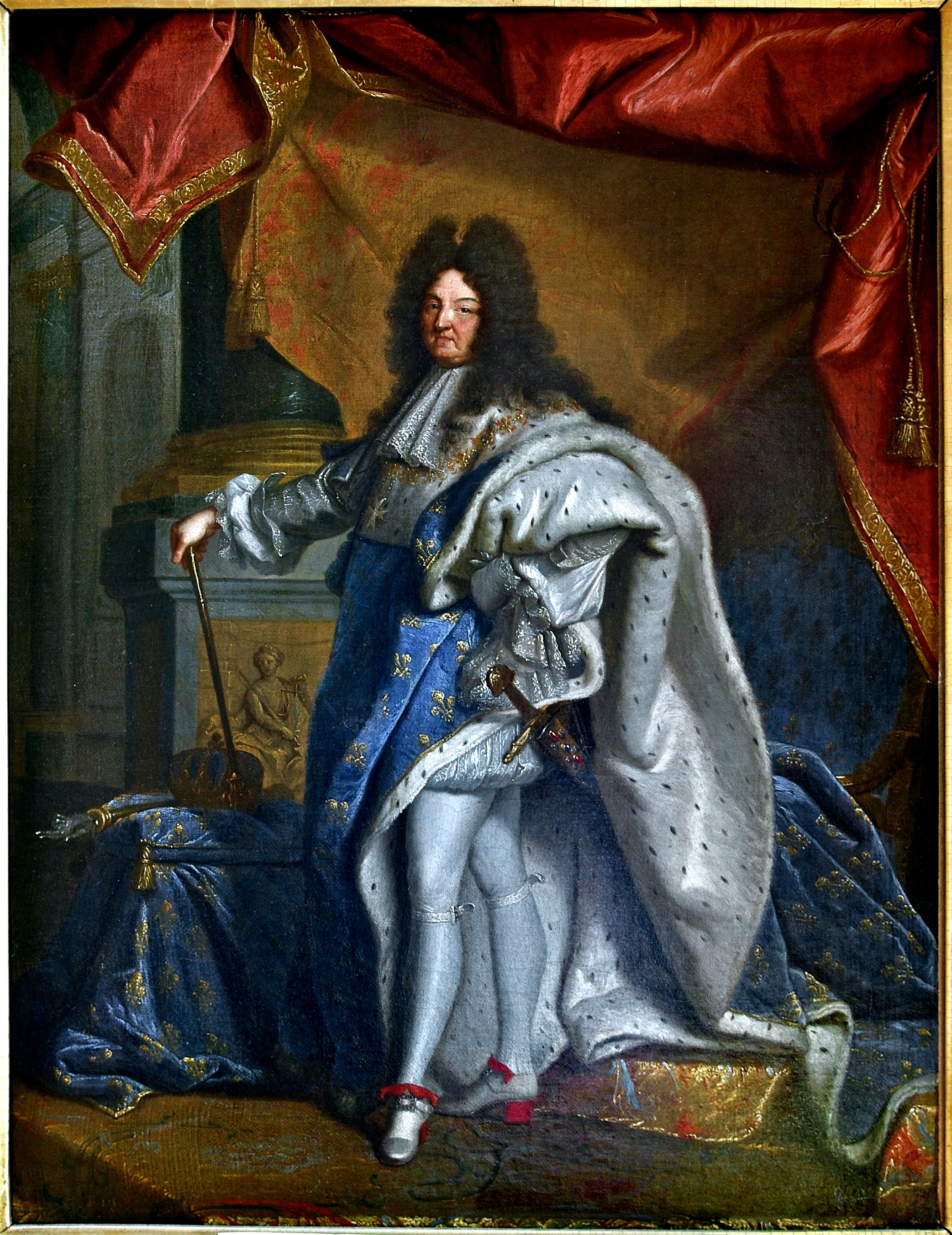
Un ritratto di Luigi XIV di Francia, dove è dominante il blu di Francia

Il colore veniva portato anche dai rami cadetti spostatisi in Italia, e veniva usato per indicare le fazioni filofrancesi. Ad esempio, lo troviamo nello stemma reale di Carlo I di Napoli, ma anche nel campo delle bandiere della Repubblica Amalfitana, che cambiò colori proprio per indicare l'alleanza con Carlo I.
Con la Rivoluzione Francese il colore assunse lo status di "colore nazionale" e di "colore della rivoluzione", perché era il colore portato dal Régiment des Gardes françaises, reggimento di fanteria dei Re di Francia che poi, guidato dal sergente Pierre-Augustin Hulin, abbracciò la causa rivoluzionaria. Questo blu fu tuttavia più scuro e tendente al blu marino. Il colore si contrapponeva al bianco, colore dei monarchici, che indicava più propriamente la casa reale dei Borbone. 

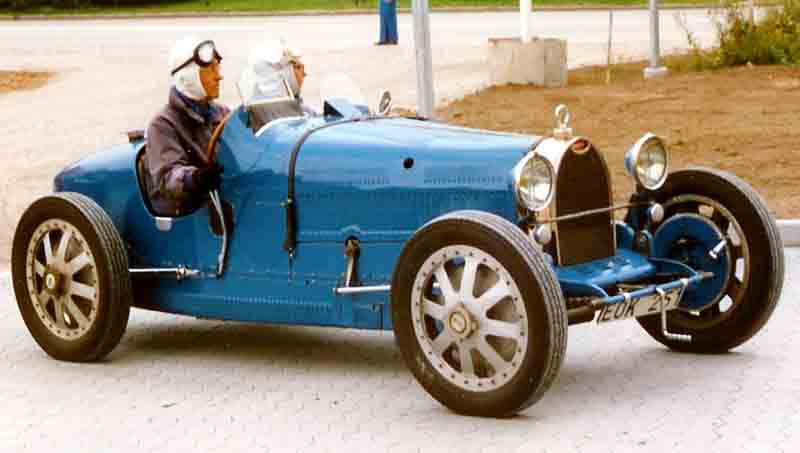
Una Bugatti Tipo 35C (1926) con livrea blu di Francia

Una versione più chiara dell'antico blu di Francia è usato sulla moderna bandiera della Francia (ufficialmente dal 1974 al 2020 con il blu cobalto inserito nel pantone, fino al ripristino ufficioso del blu marino da parte di Emmanuel Macron), negli sport individuali come colore delle maglie degli atleti e in campo automobilistico sulle livree delle auto da competizione dei marchi Delage, Bugatti, Talbot, Delahaye, Matra, Panhard, Alpine, Gordini, Peugeot, Ballot, Ligier. Eccezioni sono Citroën e Renault che usano, rispettivamente, il rosso e il bianco e il giallo e il nero.